# عاطف بشیر
عاطف بشیر (انگلیسی: Atif Bashir؛ زادهٔ ۳ آوریل ۱۹۸۵) بازیکن فوتبال اهل پاکستان بود.
وی همچنین در تیم‌های ملی فوتبال زیر ۲۳ سال پاکستان و پاکستان بازی کرده است.